# (11456) Cotto-Figueroa
(11456) Cotto-Figueroa est un astéroïde de la ceinture principale.

## Description
(11456) Cotto-Figueroa est un astéroïde de la ceinture principale. Il fut découvert le 1er mars 1981 à l'observatoire de Siding Spring par Schelte J. Bus. Il présente une orbite caractérisée par un demi-grand axe de 3,07 UA, une excentricité de 0,08 et une inclinaison de 2,9° par rapport à l'écliptique.